# Журавка (Новомиргородский район)
Журавка (укр. Журавка) — бывшее село в Новомиргородском районе Кировоградской области Украины.
Почтовый индекс — 26041. Телефонный код — 5256. Код КОАТУУ — 3523884603.
Снято с учёта решением Кировоградского областного совета от 20 сентября 2013 года